# Podregion Etelä-Pirkanmaa
Podregion Etelä-Pirkanmaa (fiń. Etelä-Pirkanmaan seutukunta) – podregion w Finlandii, w regionie Pirkanmaa.
W skład podregionu wchodzą gminy:
- Akaa,
- Valkeakoski,
- Urjala.